# Emily Gilbert
Emily Gilbert (* 26. Juni 1996) ist eine deutsche Synchronsprecherin aus Berlin.

## Leben
Emily Gilbert ist die ältere Schwester von Vivien Gilbert und startete bereits im Alter von 12 Jahren die Synchronarbeit. Zu ihren Werken zählen die Stimme von Ruby Jerins in Nurse Jackie, die Hauptrolle von Yalitza Aparicio in Roma und Breanna Yde in Malibu Rescue.

## Synchronrollen (Auswahl)

### Filme
- 2012: Moonrise Kingdom: Kara Hayward als Suzy Bishop
- 2014: Zeitgeist: Elena Kampouris als Allison Doss
- 2017: Lady Bird: Beanie Feldstein als Julie Steffans
- 2017: Wunder: Izabela Vidovic als Via Pullman
- 2017: A Beautiful Day: Ekaterina Samsonov als Nina
- 2018: Roma: Yalitza Aparicio als Cleo
- 2019: Wir: Noelle Sheldon als Lindsey Tyler

### Serien
- 2012: Nurse Jackie: Ruby Jerins als Grace Peyton
- 2017–2019: The Gifted: Natalie Alyn Lind als Lauren Strucker
- 2019: Malibu Rescue: Breanna Yde als Gina
- 2019–2021: The Unicorn: Ruby Jay als Grace Felton